# Corybas macranthus
Corybas macranthus är en orkidéart som först beskrevs av Joseph Dalton Hooker, och fick sitt nu gällande namn av Heinrich Gustav Reichenbach. Corybas macranthus ingår i släktet Corybas, och familjen orkidéer. Inga underarter finns listade i Catalogue of Life.